# Bohdan Walentynowicz
Bohdan Walentynowicz pseudonim Walek (ur. 14 czerwca?/27 czerwca 1912 w Carskim Siole zm. 18 grudnia 1984) – polski oficer i inżynier, żołnierz Armii Krajowej w stopniu podporucznika, profesor Polskiej Akademii Nauk. 
Był długoletnim redaktorem naczelnym kwartalnika Polskiej Akademii Nauk „Zagadnienia naukoznawstwa”, a także „Przeglądu Elektrotechnicznego” (w latach 1958–1984). 
W latach 1975–1983 był przewodniczącym Polskiego Komitetu Terminologii Elektrycznej Stowarzyszenia Elektryków Polskich. 
Jest pochowany na cmentarzu Powązkowskim (kwatera 239-1-3).